# Lago Gurrida e Sciare di S. Venera
Lago Gurrida e Sciare di S. Venera este o arie protejată (arie specială de conservare — SAC, sit de importanță comunitară — SCI) din Italia întinsă pe o suprafață de 1.519 ha, integral pe uscat.

## Localizare
Centrul sitului Lago Gurrida e Sciare di S. Venera este situat la coordonatele 37°51′09″N 14°51′19″E / 37.8525°N 14.855278°E.

## Înființare
Situl Lago Gurrida e Sciare di S. Venera a fost declarat sit de importanță comunitară în septembrie 1995 pentru a proteja 14 specii de animale. Situl a fost protejat și ca arie specială de conservare în martie 2017.

## Biodiversitate
Situată în ecoregiunea mediteraneană, aria protejată conține 9 habitate naturale: Pseudostepă cu ierburi și specii anuale de Thero-Brachypodietea, Lacuri eutrofice naturale cu vegetație de tip Magnopotamion sau Hydrocharition, Râuri mediteraneene cu debit permanent cu specii de Paspalo-Agrostidion și galerii riverane de Salix și de Populus alba, Ape stătătoare oligotrofe până la mezotrofe, cu vegetație de Littorelletea uniflorae și/sau de Isoëto-Nanojuncetea, Păduri de Quercus ilex și Quercus rotundifolia, Păduri de stejar alb estice, Pajiști umede mediteraneene cu ierburi înalte de Molinio-Holoschoenion, Iazuri temporare mediteraneene, Galerii de Salix alba și de Populus alba.
La baza desemnării sitului se află mai multe specii protejate:
- păsări (13): Alectoris graeca whitakeri, stârc roșu (Ardea purpurea), rață roșie (Aythya nyroca), chirighiță neagră (Chlidonias niger), barză albă (Ciconia ciconia), muscar-gulerat (Ficedula albicollis), lișiță (Fulica atra), becațină comună (Gallinago gallinago), stârc pitic (Ixobrychus minutus), sfrânciocul cu frunte neagră (Lanius minor), rață pestriță (Mareca strepera), stârc de noapte (Nycticorax nycticorax), sturz (Turdus pilaris)
- reptile (1): Emys trinacris

Pe lângă speciile protejate, pe teritoriul sitului au mai fost identificate 15 specii de plante, 5 specii de păsări, 4 specii de amfibieni, 7 specii de mamifere, 132 de specii de nevertebrate, 6 specii de reptile.